# أندريا رازيتي
أندريا رازيتي (بالإيطالية: Andrea Razzitti)‏ (12 مارس 1989 في إيطاليا - ) هو لاعب كرة قدم إيطالي في مركز الهجوم.

## وصلات خارجية
- أندريا رازيتي على موقع قاعدة بيانات كرة القدم.إي يو (الإنجليزية)
- أندريا رازيتي على موقع Soccerway.com (الإنجليزية)